# Awighsaghroone
Awighsaghroone, neidentificirano pleme, možda Algonquian Indijanaca, koji se spominju u vezi neke prijateljske poruke (lule) poslane 1715. Senecama u Albany. Živjeli su u području Velikih jezera u susjedstvu Irokeza, i nije poznata njihova točna lokacija. Identični su možda s Assisagigroone ili Missisaugama. 

## Vanjske poveznice
- A- Unknown Indian Villages, Towns and Settlements